# Daniela Anschütz-Thoms
Daniela Anschütz-Thoms (ur. 20 listopada 1974 w Erfurcie) – niemiecka łyżwiarka szybka, dwukrotna medalistka olimpijska oraz wielokrotna medalistka mistrzostw świata i Europy.

## Kariera
Pierwszy sukces w karierze Daniela Anschütz-Thoms osiągnęła w 2003 roku, kiedy zdobyła brązowy medal podczas wielobojowych mistrzostw świata w Göteborgu. W zawodach tych wyprzedziły ją jedynie Kanadyjka Cindy Klassen oraz kolejna Niemka, Claudia Pechstein. Dwa lata później wspólnie z Anni Friesinger i Sabine Völker wywalczyła złoty medal w biegu drużynowym na dystansowych mistrzostwach świata w Inzell. Indywidualnie najlepiej wypadła tam w biegu na 3000 m, który ukończyła na czwartej pozycji, przegrywając walkę o medal z Kristiną Groves z Kanady. W tym samym roku była też druga za Friesinger podczas mistrzostw Europy w Heerenveen oraz czwarta na wielobojowych mistrzostwach świata w Moskwie. W 2006 roku wzięła udział w igrzyskach olimpijskich w Turynie, razem z Anni Friesinger, Lucille Opitz, Claudią Pechstein i Sabine Völker zwyciężając w biegu drużynowym. W startach indywidualnych była między innymi piąta na dystansie 5000 m i szósta na 3000 m. Razem z Pechstein i Opitz zdobyła też brązowy medal podczas dystansowych mistrzostw świata w Salt Lake City w 2007 roku i rozgrywanych rok później mistrzostw świata w Nagano. W Nagano trzecie miejsce zajęła również w biegu na 300 m, ustępując jedynie Kristinie Groves i Holenderce Paulien van Deutekom. Z dystansowych mistrzostw świata w Richmond w 2009 roku wróciła bez medalu, zajmując czwarte miejsce w biegu na 1500 m i piąte miejsce w biegach na 3000 i 5000 m oraz biegu drużynowym. Zdobyła za to srebrny medal na mistrzostwach Europy w Heerenveen, ulegając tylko Pechstein. W styczniu 2010 roku była trzecia na mistrzostwach Europy w Hamar, przegrywając z Czeszką Martiną Sáblíkovą i Ireen Wüst z Holandii. Blisko miesiąc później wzięła udział w igrzyskach olimpijskich w Vancouver, gdzie Niemki w składzie: Daniela Anschütz-Thoms, Anni Friesinger, Stephanie Beckert i Katrin Mattscherodt obroniły tytuł z Turynu. Blisko medalu była także w biegach na 3000 i 5000 m, jednak oba zakończyła na czwartej pozycji. Wielokrotnie stawała na podium zawodów Pucharu Świata, jednak nigdy nie zwyciężyła. Najlepsze rezultaty osiągała w sezonie 2008/2009, kiedy była druga w klasyfikacjach końcowych 3000/5000 m oraz 1500 m. Ponadto w sezonie 2006/2007 była druga, a w sezonie 2009/2010 trzecia w klasyfikacji 3000/5000 m. Wielokrotnie była medalistką mistrzostw Niemiec.
W 2005 roku w Calgary wspólnie z koleżankami z reprezentacji ustanowiła rekord świata w biegu drużynowym.

## Mistrzostwa świata
- Mistrzostwa świata w wieloboju
  - brąz – 2003
- Mistrzostwa świata na dystansach
  - złoto – 2005 (drużyna)
  - brąz – 2007 (drużyna); 2008 (3000 m); 2008 (drużyna)